# Історія геометрії
Геометрія — (від дав.-гр. γεωμετρία; гео- «земля», -метрон «вимірювання» або одним словом означає землемірство) виникла як область знань пов'язана із вивченням просторових вимірювань.
Першими «землемірами» були стародавні єгиптяни. Сільське господарство могло розвиватись лише біля річки Ніл. Щороку Ніл розливався, приносячи на землі, які були залиті водою, плодючий мул. Кожен селянин мав наділ землі певної площі, однак розливи ріки не дозволяли раз і назавжди визначити межі кожного наділу, тому після чергового розливу доводилось визначати земельну ділянку заново. Це виконували землеміри — люди, що за допомогою шнура відміряли кожному селянину ділянку з площею, яка була йому приписана. Стародавні єгиптяни не знали циркуля, його винайшли греки. Однак це їм особливо не перешкоджало. Так, прямий кут вони будували мотузкою, що має довжину 12 мір. За допомогою цієї мотузки можна побудувати трикутник зі сторонами 3, 4 і 5 мір. Такий трикутник за теоремою Піфагора є прямокутним. Тому прямокутний трикутник також називають єгипетським.

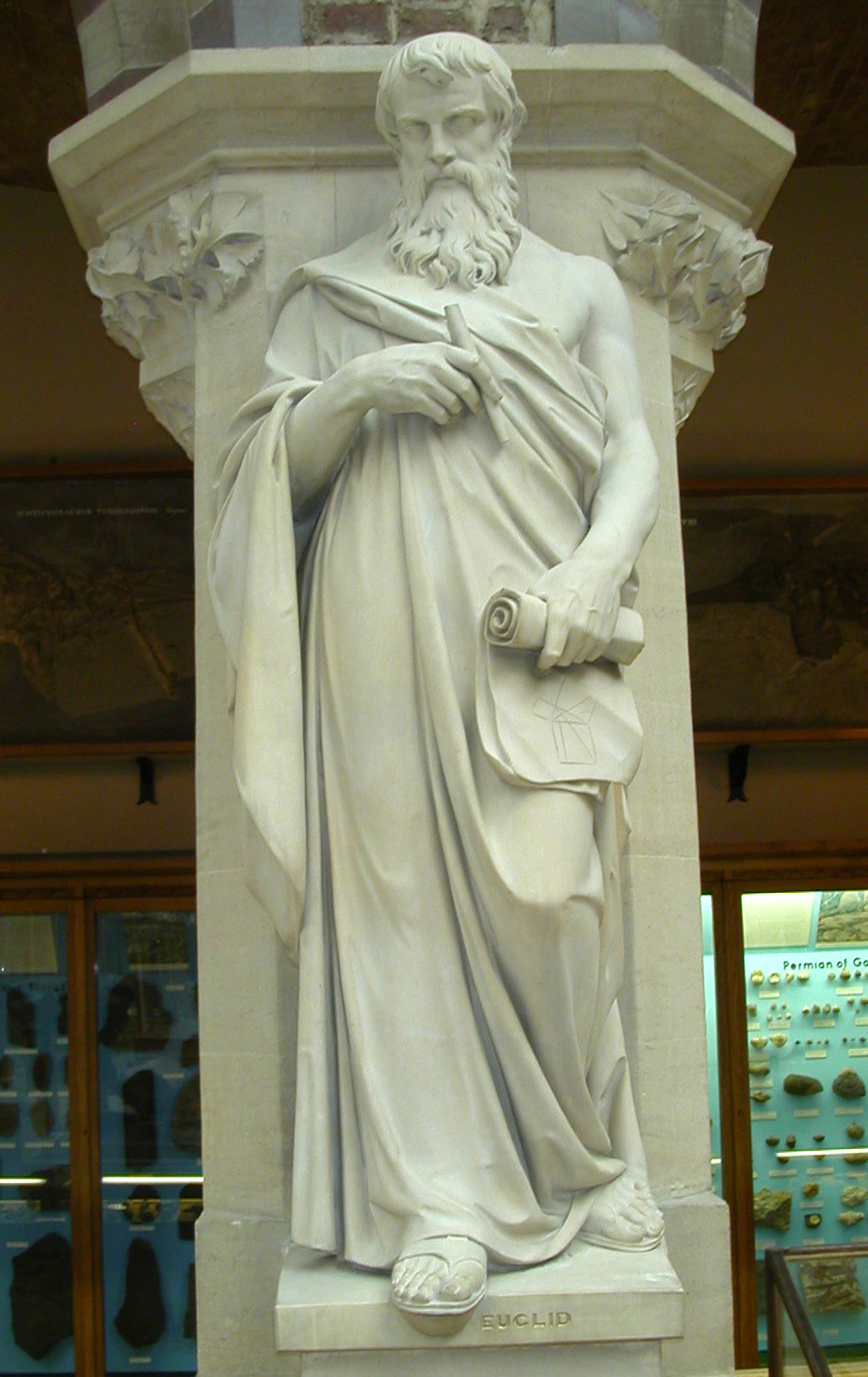
Статуя Евкліда

У Стародавній Греції, починаючи з 7 століття до нашої ери, з часів Фалеса Мілетського, починається новий етап розвитку геометрії. Вона набуває характерного для неї абстрактного напряму, у ній виникає доведення. Грецький мислитель мілетської школи Анаксимандр здійснив першу спробу створення систематичного курсу для викладання геометрії. Перетворення це відбулося шляхом абстрагування від будь-яких властивостей тіл, крім взаємного положення і величини. Наукою геометрія стала, коли від набору рецептів перейшли до встановлення загальних закономірностей. Подальші спроби побудови систематичних курсів математики належать Гіппократу Хіоському, Феодору Кіренському, Архіту Тарентському, Евдоксу Кнідському та багатьом іншим вченим. Вони створили математичну основу для подальшого розвитку науки, теоретичного природознавства і філософії Давньої Греції. Греки склали перші систематичні і доказові праці з геометрії, великий внесок зробили Евклід, Архімед, Аполлоній Перзький.
Центральне місце серед них займають складені близько 300 до н. е. «Начала» Евкліда. Ця праця і понині залишається зразковим викладенням у дусі аксіоматичного методу: всі положення виводяться логічним шляхом з невеликого числа явно зазначених і не доводимих припущень — аксіом. Геометрія греків, звана сьогодні евклідовою, або елементарною, займалася вивченням простих форм: прямих, площин, відрізків, правильних багатокутників і багатогранників, конічних перерізів, а також куль, циліндрів, призм, пірамід і конусів. Обчислюються їхні площі і об'єми. Перетворення в основному обмежувалися геометричною подібністю.

## Рене Декарт
Середні віки небагато дали геометрії, і наступною великою подією в її історії стало відкриття Рене Декартом (1596—1650) і П'єром Ферма (1601—1665) в XVII столітті координатного методу («Міркування про метод», 1637). Точкам зіставляються набори чисел, це дозволяє вивчати відносини між формами методами алгебри. Так з'явилася аналітична геометрія, що вивчає фігури і перетворення, які в координатах задаються алгебраїчними рівняннями. Приблизно одночасно з цим Блезом Паскалем і Жераром Дезаргом (1591—1661) почато дослідження властивостей плоских фігур, що не міняються при проєктуванні з однієї площини на іншу. Цей розділ отримав назву проєктивної геометрії. Метод координат лежить з розвитком математичного аналізу ліг в основу нового підходу, що з'явився трохи пізніше, — диференціальної геометрії, де фігури і перетворення все ще задаються в координатах, але вже довільними досить гладкими функціями. Властивості цих фігур вивчаються за допомогою моці й гнучкості апарату аналізу.

## Карл Гаус
Остаточне оформлення і систематичний виклад цих нових напрямів геометрії дані в XVIII — на початку XIX століття Леонардом Ейлером (1707—1783) для аналітичної геометрії (1748), Гаспаром Монжем для диференціальної геометрії (1795), Жан-Віктором Понселе для проєктивної геометрії (1822), причому саме вчення про геометричне зображення (у прямому зв'язку із завданнями креслення) було ще раніше (1799) розвинене і приведене в систему Монжем у вигляді нарисної геометрії. У всіх цих нових дисциплінах основи (аксіоми, початкові поняття) геометрії залишалися незмінними, коло ж фігур, що вивчаються, і їхніх властивостей, а також використаних методів розширювався.

## Фелікс Клейн
XIX сторіччя дало два значних прориви у розвитку науки. Дослідження Миколи Лобачевського, Яноша Бояї і Карла Гаусса відкрили несуперечність неевклідової геометрії, в якій знаменитий п'ятий постулат Евкліда замінений на зворотне твердження. Фелікс Клейн зв'язав всі види геометрій, згідно з ним геометрія вивчає всі ті властивості фігур, які інваріантні щодо перетворень з певної групи. При цьому кожна група задає свою геометрію. Так, ізометрії (руху) задає евклідову геометрію, група афінних перетворень — афінну геометрію, група проєктивних перетворень — проєктивну геометрію, група конформних перетворень — конформну геометрію тощо.
Двома визначними майстрами досліджень в геометрії цього часу були Бернгард Андре де Ріман, який працював переважно з інструментами математичного аналізу і ввів Ріманові поверхні, та Анрієс Пунаанкарде, засновник алгебраїчної топології і геометричної теорії динамічних систем.
Наслідком цих великих змін в геометричних поглядах концепція «простору» стала значно багатша і різноманітніша, і перетворилася на природну основу таких різних теорій, як комплексний аналіз чи класична механіка. Традиційні види геометрій були визнані як загальний однорідний простір, такий простір, який має достатню кількість симетрій, так щоб погляд з одної чи іншої точки давав той самий вид.